# Marcel e Madeleine Koehler
Marcel Koehler (1893) e 
Madeleine Koehler (Lione, 1º giugno 1895 – Lione, 11 ottobre 1970) sono stati, assieme alle cuginette Andrée e Suzanne Lumière, i primi bambini a comparire con continuità davanti alla macchina da presa nei primi film di Louis e Auguste Lumière, tra il 1896 e il 1900.

## Biografia
I bambini sono una presenza costante nel cinema fin dalle origini. Già nei primissimi cortometraggi realizzati dai Louis e Auguste Lumière si possono vedere immagini di Marcel e Madeleine Koehler, figli di René Koehler e Jeanne Lumière, e delle loro cuginette, Andrée, figlia di Auguste Lumière e di Marguerite Winckler e Suzanne, figlia di Louis Lumière e di Rose Winckler.
In alcuni di questi filmati Marcel e Madeleine escono dal ruolo di semplici comparse per diventarne i protagonisti: Marcel in Enfant et chien (1896) o Déjeuner du chat (1897); Madeleine in La petite fille et son chat (1900); in coppia in Scène d’enfants, Premiers pas de bébé (1896) o Petit frère et petite soeur (1897); e assieme alle loro cuginette in Enfants aux jouets (1897) e Ronde enfantine (1897).
Non si può ancora propriamente parlare di attori bambini. Marcel e Madeleine non recitano secondo un copione prestabilito (come invece i Lumiere chiederanno di fare al giovane Benoît Duval in L'innaffiatore innaffiato, 1895). I bambini sono colti in scene di vita quotidiana, con i loro genitori o mentre giocano tra di loro.
Né Marcel né Madeleine intraprenderanno da adulti la carriera di attori.

## Filmografia
- Départ en voiture, regia di Louis Lumière (1896) - Madeleine
- Enfant et chien, regia di Louis Lumière (1896) - Marcel
- Scène d’enfants, regia di Louis Lumière (1896) - Marcel & Madeleine
- Premiers pas de bébé, regia di Louis Lumière (1896) - Marcel & Madeleine
- Repas en famille, regia di Louis Lumière (1896) - Marcel & Madeleine
- Déjeuner du chat, regia di Louis Lumière (1897) - Marcel
- Enfants au bord de la mer, regia di Louis Lumière (1897) - Marcel (con Suzanne Lumière)
- L'arrivo di un treno alla stazione di La Ciotat (L'Arrivée d’un train à La Ciotat), regia di Louis Lumière (1897) - Marcel & Madeleine (con Suzanne Lumière)
- Enfants aux jouets, regia di Louis Lumière (1897) - Marcel & Madeleine (con Andrée e Suzanne Lumière)
- Ronde enfantine, regia di Louis Lumière (1897) - Marcel & Madeleine (con Andrée e Suzanne Lumière)
- Petit frère et petite soeur, regia di Louis Lumière (1897) - Marcel & Madeleine
- Le goûter des bébés, regia di Louis Lumière (1897) - Marcel & Madeleine (con Suzanne Lumière)
- Déjeuner des deux bébés et du minet, regia di Louis Lumière (1898) - Marcel & Madeleine
- La toilette du petit chien, regia di Louis Lumière (1899) - Marcel
- La petite fille et son chat, regia di Louis Lumière (1900) - Madeleine